# Анкор (Іллінойс)
Анкор (англ. Anchor) — селище (англ. village) в США, в окрузі Маклейн штату Іллінойс. Населення — 163 особи (2020).

## Географія
Анкор розташований за координатами 40°34′6″ пн. ш. 88°32′18″ зх. д. / 40.56833° пн. ш. 88.53833° зх. д. (40.568252, -88.538318).  За даними Бюро перепису населення США в 2010 році селище мало площу 0,49 км², уся площа — суходіл.

## Демографія
Згідно з переписом 2010 року, у селищі мешкало 146 осіб у 61 домогосподарстві у складі 45 родин. Густота населення становила 295 осіб/км².  Було 71 помешкання (143/км²).
Расовий склад населення:
| - 96,6 % — білих - 2,1 % — корінних американців - 0,7 % — чорних або афроамериканців |

До двох чи більше рас належало 0,7 %. Частка іспаномовних становила 0,0 % від усіх жителів.
За віковим діапазоном населення розподілялося таким чином: 24,0 % — особи молодші 18 років, 58,2 % — особи у віці 18—64 років, 17,8 % — особи у віці 65 років та старші. Медіана віку мешканця становила 43,3 року. На 100 осіб жіночої статі у селищі припадало 111,6 чоловіків;  на 100 жінок у віці від 18 років та старших — 105,6 чоловіків також старших 18 років.
Середній дохід на одне домашнє господарство  становив 54 773 долари США (медіана — 47 813), а середній дохід на одну сім'ю — 56 870 доларів (медіана — 48 438). За межею бідності перебувало 11,7 % осіб, у тому числі 16,7 % дітей у віці до 18 років та 0,0 % осіб у віці 65 років та старших.
Цивільне працевлаштоване населення становило 66 осіб. Основні галузі зайнятості: виробництво — 22,7 %, освіта, охорона здоров'я та соціальна допомога — 19,7 %, роздрібна торгівля — 12,1 %, фінанси, страхування та нерухомість — 9,1 %.